# Haydaroğlu, Eleşkirt
Haydaroğlu là một xã thuộc huyện Eleşkirt, tỉnh Ağrı, Thổ Nhĩ Kỳ. Dân số thời điểm năm 2011 là 477 người.